# Высокояузский мост
Высокояузский мост — мост в Москве через реку Яузу. По мосту проходит трасса Садового кольца.

## История
Первый мост в этом месте построен примерно в 1890 году (по другим данным в 1873). Мост имел балочную однопролётную конструкцию из металла с каменными опорами. При реконструкции яузских набережных в 1930-х годах были сооружены ещё два пролёта для проезда по набережным. В 1962—1963 году мост был реконструирован по проекту инженера С. И. Хеймана и архитектора К. П. Савельева. После реконструкции мост стал железобетонным трёхпролётным и был объединён с Ульяновской эстакадой.

## Соседние мосты через Яузу
- выше по течению реки — Костомаровский мост
- ниже по течению реки — Тессинский мост